# Feeding the Animals
Feeding the Animals è un cortometraggio muto del 1913. Il nome del regista non viene riportato nei credit né si conoscono molti dati del film.

## Produzione
Il film fu prodotto dalla Vitagraph Company of America.